# Tlacomulco, Delstaten Mexiko
Tlacomulco är en ort i Mexiko.   Den ligger i kommunen Tianguistenco och delstaten Mexiko, i den sydöstra delen av landet, 50 km sydväst om huvudstaden Mexico City. Tlacomulco ligger 2 720 meter över havet och antalet invånare är 1 814.
Terrängen runt Tlacomulco är varierad. Runt Tlacomulco är det ganska tätbefolkat, med 207 invånare per kvadratkilometer. Närmaste större samhälle är San Mateo Atenco, 18,5 km nordväst om Tlacomulco. I omgivningarna runt Tlacomulco växer i huvudsak blandskog.